# 共同絶交
共同絶交（きょうどうぜっこう）とは、規範に反したメンバーを、集団で排斥することを指す。排斥方針に従わないメンバーも、排斥対象にされる事がある。

## 例
シカト
シカトは若者・子供社会でよく行われる共同絶交である。教室の価値観に馴染まない者に対して行われる。いじめの一種とされる。
村八分
村八分は村の掟に背く者に対して行われる。現代では人権侵害とされ、違法行為と見做される。
梵壇・黙擯
仏教用語で、インドでの発祥から行われている罰を犯した僧との会話禁止罰である。
ユダヤ教における破門（ヘーレム）
ユダヤ教における破門は、呪いおよび共同体からの追放という形を取る。呪いの対象は追放者のみならず、今後、追放者と関わった場合の共同体の成員を含むため、破門は追放者との交際に関して他の共同体成員への禁止効果をも持つ。
ヤクザの破門・絶縁
破門をした組織においてはもちろん、それ以外の組織で破門をされた者を客分としたり、結縁したり、商談、交際など一切のことについて相手としたりしてはならないこととされ、これを破ることは敵対行為とみなされる。